# Flesh-n-Bone
Stanley Howse, noto anche con lo pseudonimo di Flesh-N-Bone (Cleveland, 10 giugno 1973), è un rapper statunitense.
Noto come membro del gruppo Bone Thugs-n-Harmony, ha all'attivo anche alcuni album da solista.

## Discografia

### Solista
- 1996 - T.H.U.G.S.
- 1999 - From Cleveland 2 Cali
- 1999 - From Cleveland 2 Cali: Day 2
- 2000 - 5th Dogs Let Loose
- 2011 - Blaze of Glory